# Sajá
La república de Sajá, también llamada Yakutia (en yakuto: Саха Өрөспүүбүлүкэтэ; en ruso: Республика Саха (Якутия)), es la república más grande de Rusia, con capital en Yakutsk. Está ubicada en el distrito Extremo Oriente, limitando al norte con el mar Glacial Ártico, al noreste con Chukotka, al este con Magadán y Jabárovsk, al sur con Amur y Transbaikalia, al suroeste con Irkutsk y al oeste con Krasnoyarsk.
Tiene una superficie de 3 103 200 km², lo que la sitúa como la mayor división territorial o entidad subnacional del mundo, con un tamaño similar al de Estados soberanos como la India o la Argentina, aunque su población ni siquiera supera el millón de habitantes.

## Historia
La llegada de los yacutos a su actual área geográfica es relativamente reciente. Tienen orígenes heterogéneos, como túrquicos y mongoles. Absorbieron las tribus de cazadores-recolectores y tras siglos de consolidación empezaron a llamarse a sí mismos «sajá». Los evenki se referían a los yacutos como «yaco», y este término fue adoptado por los rusos cuando comenzaron a llegar a la región, a principios del siglo XVII. Tygyn Darján, un príncipe de los jangalaski yacutos, concedió el territorio para asentamientos rusos. El Lenski Ostrog (fuerte Lenski), que se convertiría más tarde en la actual ciudad de Yakutsk, fue fundada por el cosaco Piotr Bekétov el 25 de septiembre de 1632 (la fecha de la primera construcción de la estacada). En agosto de 1638, los rusos crearon una nueva unidad administrativa con el centro administrativo en Lenski Ostrog, lo cual consolidó la predominancia de la ciudad en el territorio.
El Imperio ruso estableció la agricultura en la cuenca del río Lena. Los miembros de grupos religiosos que fueron proscritos a Sajá en la segunda mitad del siglo XIX comenzaron a producir trigo, avena y patatas. El comercio de la piel introdujo el dinero en la economía. La industria y los transportes comenzaron a desarrollarse a finales del siglo XIX y en los comienzos de la Unión Soviética. Este fue también el comienzo de las prospecciones geológicas, la minería y la producción local de plomo.
El 27 de abril de 1922, la antigua «tierra Yakólskaya» fue proclamada RASS de Yakutia, dentro de la RSFS de Rusia, y en 1992, tras la disolución de la Unión Soviética, Moscú reconoció la República de Sajá (Yakutia) bajo la jurisdicción de la Federación de Rusia como territorio autónomo.

## Demografía

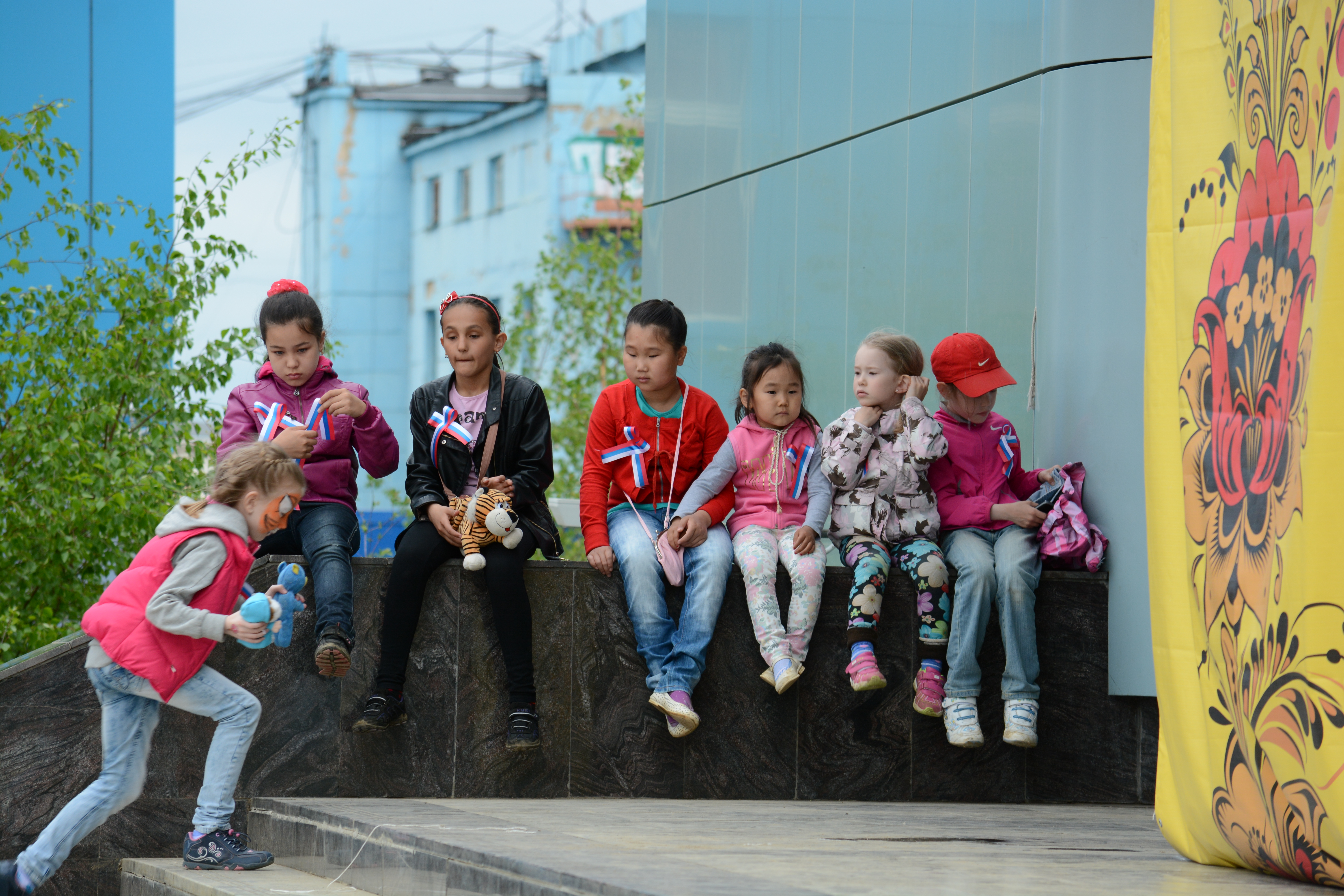
Día de Rusia en Mirni (República de Sajá)

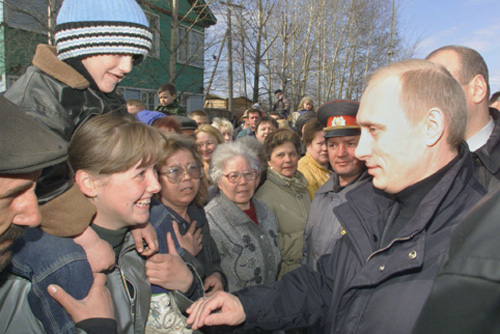
Vladímir Putin el 24 de mayo de 2001 en una localidad de Sajá

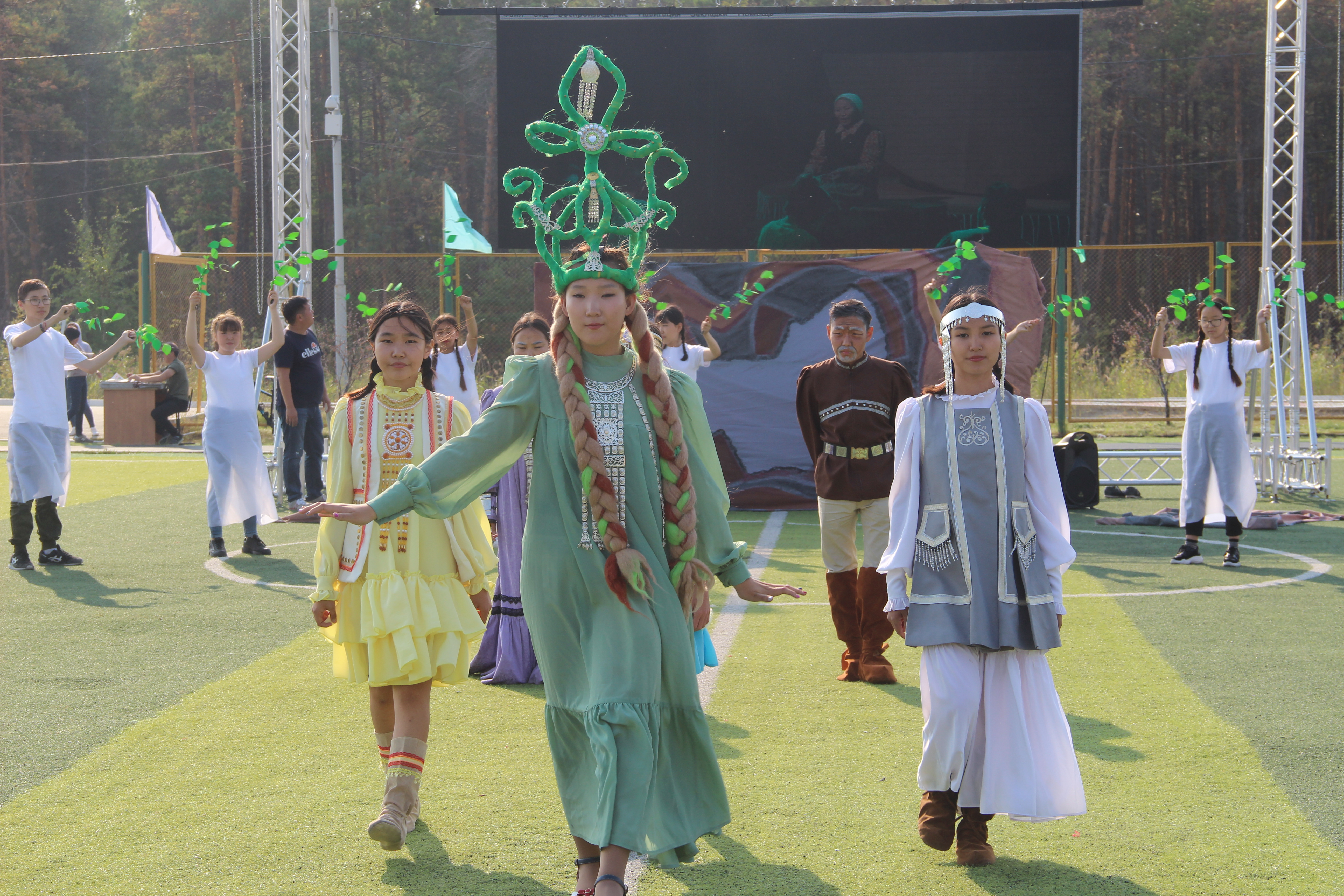
Niñas de la República de Sajá

Los yacutos (49,9 %), los rusos (37,8 %) y los ucranianos (2,2 %) son las tres etnias más comunes en la república. Además de los yacutos hay otros grupos étnicos originarios, como los evenkis, los dolganos y los yukaguiros.
| Etnias     | 1926              | 1939             | 1959             | 1970             | 1979             | 1989             | 2002             | 2010             | 2021            |
| ---------- | ----------------- | ---------------- | ---------------- | ---------------- | ---------------- | ---------------- | ---------------- | ---------------- | --------------- |
| Yacutos    | 235 926 (82,64 %) | 233 273 (56,5 %) | 226 053 (46,4 %) | 285 749 (43,0 %) | 313 917 (36,9 %) | 365 236 (33,4 %) | 432 290 (45,5 %) | 466 492 (49,9 %) | 469 348 (55.3%) |
| Dolganos*  | 235 926 (82,64 %) | 233 273 (56,5 %) | 226 053 (46,4 %) | 10 (0,0 %)       | 64 (0,0 %)       | 408 (0,0 %)      | 1272 (0,1 %)     | 1906 (0,2 %)     | 2147 (0.3%)     |
| Rusos      | 30 156 (10,56 %)  | 146 741 (35,5 %) | 215 328 (44,2 %) | 314 308 (47,3 %) | 429 588 (50,4 %) | 550 263 (50,3 %) | 390 671 (41,1 %) | 353 649 (37,8 %) | 276 986 (32.6%) |
| Evenkis    | 13 145 (4,60 %)   | 10 432 (2,5 %)   | 9505 (2,0 %)     | 9097 (1,4 %)     | 11 584 (1,4 %)   | 14 428 (1,3 %)   | 18 232 (1,9 %)   | 21 008 (2,2 %)   | 24 334 (2.9%)   |
| Evenis     | 738 (0,26 %)      | 3133 (0,8 %)     | 3537 (0,7 %)     | 6471 (1,0 %)     | 5763 (0,7 %)     | 8668 (0,8 %)     | 11 657 (1,2 %)   | 15 071 (1,6 %)   | 13 233 (1.6%)   |
| Ucranianos | 138 (0,05 %)      | 4229 (1,0 %)     | 12 182 (2,5 %)   | 20 253 (3,0 %)   | 46 326 (5,4 %)   | 77 114 (7,0 %)   | 34 633 (3,65 %)  | 20 341 (2,2 %)   | 7169 (0.8%)     |
| Tártaros   | 1671 (0,59 %)     | 4420 (1,1 %)     | 5172 (1,1 %)     | 7678 (1,2 %)     | 10 976 (1,3 %)   | 17 478 (1,6 %)   | 10 768 (1,1 %)   | 8122 (0,9 %)     | 4262 (0.5%)     |
| Yukaguiros | 396 (0,1 %)       | 267 (0,1 %)      | 285 (0,1 %)      | 400 (0,1 %)      | 526 (0,1 %)      | 697 (0,1 %)      | 1097 (0,1 %)     | 1281 (0,1 %)     | 1510 (0.2%)     |
| Chukchis   | 1298 (0,4 %)      | 400 (0,1 %)      | 325 (0,1 %)      | 387 (0,1 %)      | 377 (0,0 %)      | 473 (0,0 %)      | 602 (0,1 %)      | 670 (0,1 %)      | 709 (0.1%)      |

Mapa étnico de Yakutia por asentamientos urbanos y rurales, censo de 2010

*Hasta 1970, los dolganos, junto con los yacutos, se contaban juntos.
Los idiomas con estatus oficial son el yacuto (también conocido como lengua sajá), hablado por aproximadamente el 50 % de la población, y el ruso. Los restantes idiomas de los pueblos indígenas de Siberia tienen estatus oficial en los lugares de su compacta residencia. El yacuto es un idioma túrquico con influencia de las vecinas lenguas tunguses y mongólicas.
- Población: 964 330 (2018)[11]
  - Urbana: 609 999 (64,3 %)
  - Rural: 339 281 (35,7 %)
  - Hombres: 464 217 (48,9 %)
  - Mujeres: 485 063 (51,1 %)
- Mujeres por cada 1000 hombres: 1045
- Media de edad: 30.0 años
  - Urbana: 31.0 años
  - Rural: 27.4 años
  - Hombres: 30.0 años
  - Mujeres: 26.6 años
- Número de casas: 305 017 (con 937 954 personas)
  - Urbanas: 212 593 (con 600 696 personas)
  - Rurales: 92 424 (con 337 258 personas).

### Mapas étnicos
|  |  |
|  |  |
|  |  |
|  |  |

## Economía

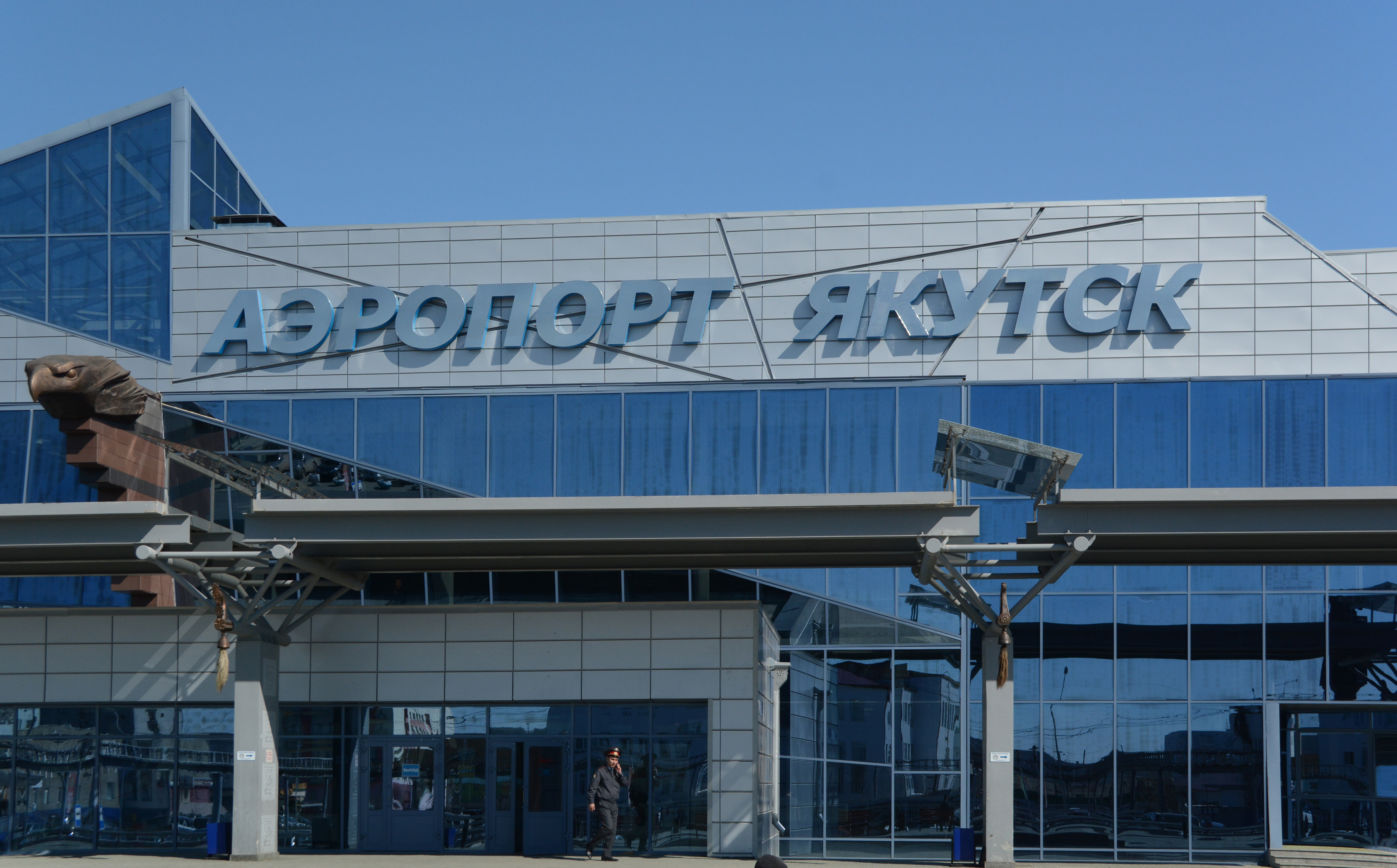
El principal centro de tráfico aéreo de la república.

La industria genera el 43 % del producto nacional bruto de Sajá, proviniendo principalmente de la explotación de minerales: diamantes, oro y estaño principalmente. Las empresas industriales se concentran en la capital Yakutsk, así como en Aldán, Mirny, Neryungri, Pokrovsk y Udachny.[cita requerida]

## Geografía
- Área: 3 103 200 km² o sin agua 3 083 000 km².[12]
- Límites:
  - Por tierra: Chukotka (E), óblast de Magadán (E/SE), krai de Jabárovsk (SE), óblast de Amur (S), krai de Transbaikalia (S), óblast de Irkutsk (S/SO), krai de Krasnoyarsk (O).
  - Por agua: Océano Ártico (incluyendo mar de Láptev y mar de Siberia Oriental) (N).
- Puntos más alto: Pico Pobeda (Sajá) (3003 m) o pico Mus-Jaya (3011 m).
- Distancia máxima N->S: 2500 km.
- Distancia máxima E->O: 2000 km.
- Altura media: no hay datos.

Se extiende hasta la isla Henrietta en el norte y es bañada por el mar de Láptev y el mar de Siberia Oriental del océano Ártico. Estas aguas, las más frías y heladas de todos los mares en el hemisferio norte, están cubiertas por hielo durante 9-10 meses al año. Las islas de Nueva Siberia son parte del territorio de la república. Sajá puede dividirse en tres grandes cinturones de vegetación. En torno al 40 % de Sajá descansa sobre el círculo polar ártico y todo está cubierto por el permafrost, que influye enormemente en la ecología de la región y limita los bosques del sur de la región. La tundra del ártico y del subártico definen la región media, donde líquenes y musgo crecen como grandes tapices verdes y son el pasto favorito para los renos. En la parte sur del cinturón de tundra, el pino enano siberiano y el alerce crecen a lo largo de los ríos. Debajo de la tundra hay una región extensa de taiga. Los árboles de alerce dominan en el norte y, en el sur, los abetos y pinos comienzan a aparecer. La taiga cubre un 47 % de Sajá y casi el 90 % de esta cubierta es alerce.

### Ríos

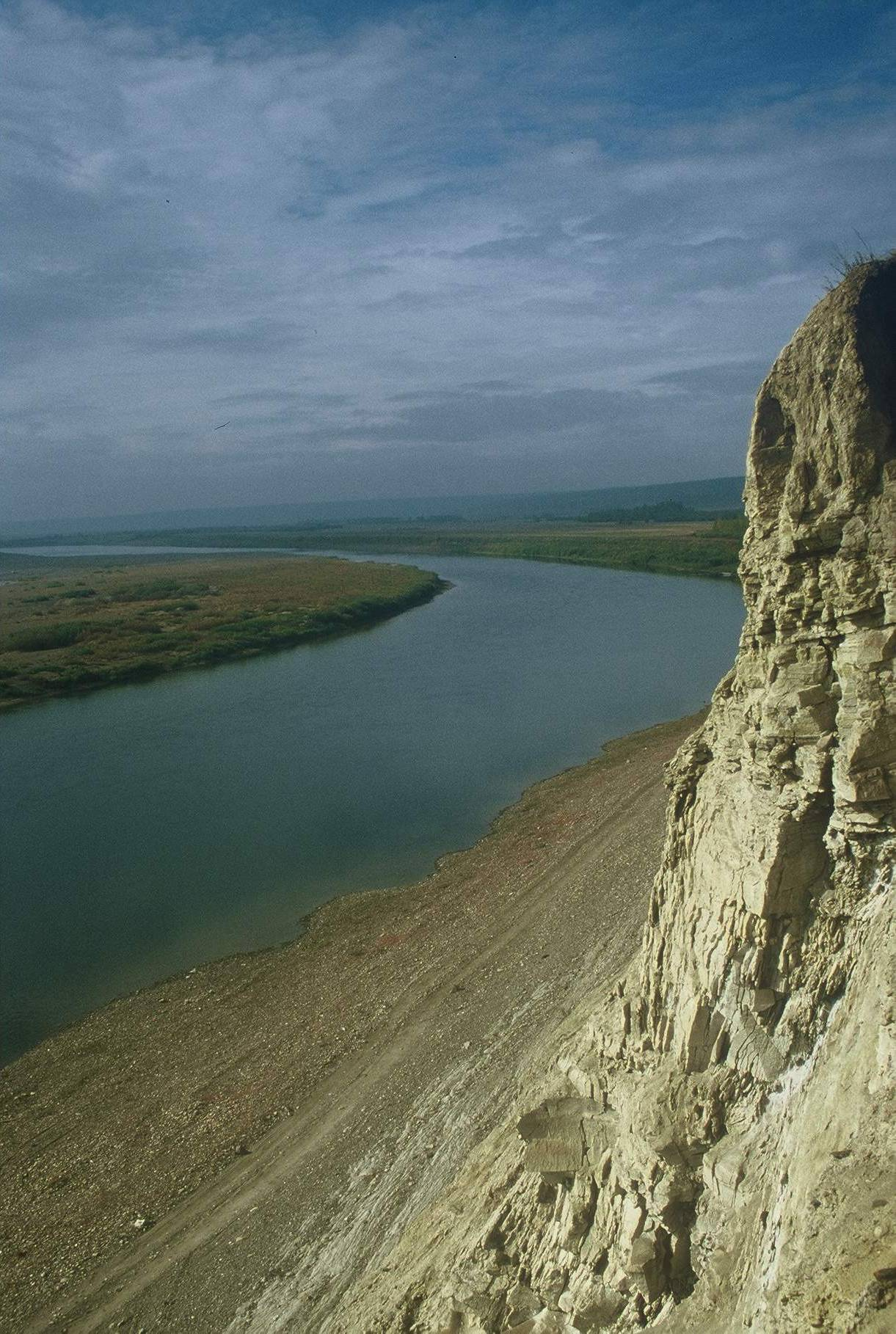
Río Amga

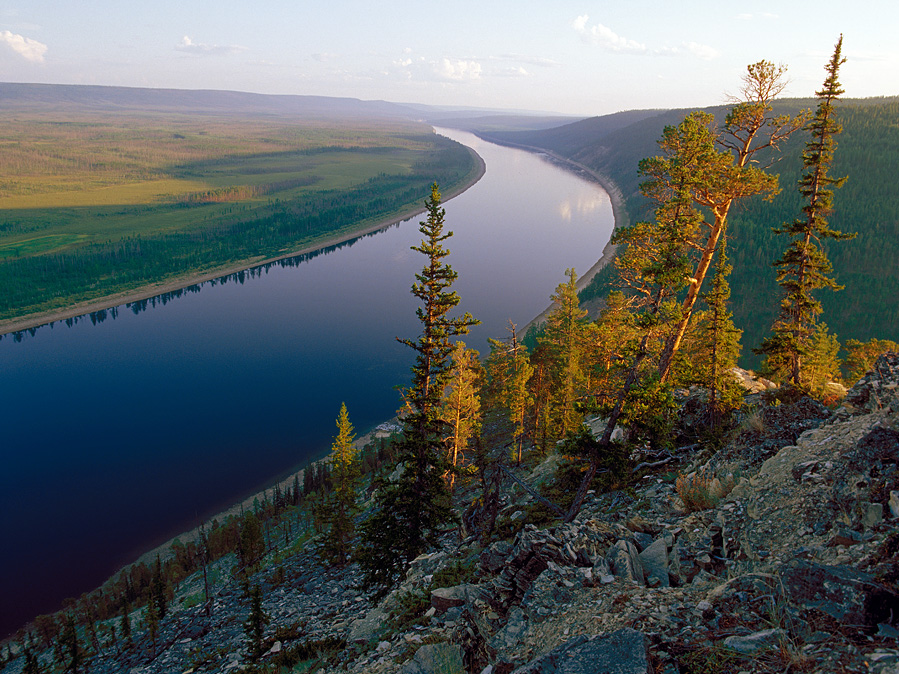
Río Olyokma

El río Lena (4310 km) es el mayor río de la zona oriental de Siberia y drena gran parte de la república de Sajá. El río además es navegable y es una de las principales vías de comunicación en los meses en que permanece libre de hielo. Fluye en dirección norte, hasta desaguar en el océano Ártico y tiene cientos de afluentes, entre los que los más importantes son el río Aldan (2273 km) (y sus afluentes el río Amga y el río Maya) y el río Vilyuy (2650 km). Los grandes ríos que discurren por Sajá son los siguientes:
- que desembocan en el mar de Láptev:

- río Anabar (939 km);
- río Olenyok (2292 km);
- río Lena (4310 km);

- río Muna (715 km), afluente por la izquierda del Lena;
- río Linde (804 km), afluente del Lena;
- río Vilyuy (2650 km), afluente por la izquierda del Lena;

- río Marja (1181 km), afluente del Vilyuy;

- río Morkoka (812 km), afluente del Marja;

- río Tjukjan (747 km), afluente del Vilyuy;
- río Tjung (1092 km), afluente del Vilyuy;

- río Aldan (2273 km), afluente por la derecha del Lena;

- río Amga (1462 km), afluente del Aldan;
- río Maya (1053 km), afluente del Aldan;
- río Uchur (812 km), afluente del Aldan;

- río Gonam (686 km), afluente del Uchur;

- río Niukja (583 km), afluente del Lena;
- río Oliokma (1320 km), afluente del Lena;

- río Tchara (851 km), afluente del Oliokma;

- río Omoloy (593 km);
- río Yana-Sartang (1492 km);
- que desembocan en el mar de Siberia Oriental:

- río Chroma (711 km);
- río Indigirka-Chastach (1977 km);

- río Sedennyaj (796 km), afluente del Indigirka;

- río Alazeya (1570 km);
- río Bolshaya Chukochya (758 km);
- río Kolyma (2129 km);

### Lagos
Hay más de 700 lagos en la república. Los mayores lagos y reservas:
- lago Mogotoyevo
- lago Nedzheli
- lago Nerpichye, no pertenece a Sajá, sino a la península de Kamchatka (Krai de Kamchatka)
- Reserva Vilyuyskoye

### Montañas
La mayor cordillera montañosa de Sajá es la cordillera Verjoyansk, que corre paralela y al este del río Lena, formando un gran arco que comienza en el mar de Ojotsk y termina en el mar de Láptev.
Los montes Cherski corren por el este de la cordillera Verjoyansk y tienen el pico más alto de Sajá, pico Pobeda (3003 m). Sin embargo, fotos recientes de satélite revelan que el pico Mus-Jaya podría ser el más alto, ya que alcanza los 3011 m.
Más al este se encuentran las montañas de Kolymá, que son ricas en oro; se extienden hasta Chukotka.
La cadena de los montes Stanovói es el límite meridional de Sajá.

### Recursos naturales
Sajá está bien dotada de materias primas. La tierra contiene grandes reservas de petróleo, gas natural, carbón, diamantes, oro y plata. El 98 % de todos los diamantes de Rusia se extrae de Sajá, siendo más del 20 % de la producción mundial.

### Climatología
Posee el récord Guinness a la mayor variación de temperaturas, ya que se han llegado a registrar en Verjoyansk -69.8 °C en invierno y 37 °C en verano, lo que supone una oscilación de 106.8 °C. En su territorio se halla Oimiakón, conocida como la ciudad más fría del mundo. Curiosamente, es también una de las ciudades más cálidas del hemisferio norte por su clima continental extremo, que hace que durante el invierno la temperatura llegue a los -60 °C y en el corto verano alcance los 35 °C.
En los últimos años, el calentamiento global ha provocado el derretimiento de suelos previamente congelados. Miles de hogares están en peligro de derrumbarse en el barro en verano, mientras que las aldeas del norte están desbordadas por las inundaciones.
Está gran variación es producida por el movimiento de la  Corriente en chorro Polar, la cual deja a parte de la república en verano con aire cálido proveniente de más bajas altitudes, específicamente proveniente de los vientos del oeste, mientras que en invierno se queda con aire frío que viene directo de los polos, además de las borrascas que están en la corriente en chorro polar que suele cruzar a la república. Además, en ciertas partes del año, Sajá esquiva la corriente en chorro mencionada por una ondulación notable en su trayectoria, dejando a la república con aire frío seco de los polos.

## División administrativa
Yakutia es parte del Distrito federal del Extremo Oriente y de la región del Extremo Oriente ruso. El territorio está dividido en 34 ulúes (equivalente a los raiones). La república de Sajá cuenta con dos poblaciones con estatus de ciudad (Yakutsk y Schatái) y otras seis unidas a los ulús (Aldán, Tommot, Lensk, Srednekolimsk, Verjoyansk y Viliúisk). La región cuenta con 69 municipios urbanos (posiólok gorodskogo tipa) y 352 municipios rurales.